# پمپ تصعید تیتانیوم
پمپ تصعید تیتانیوم (به انگلیسی: titanium sublimation pump) نوعی پمپ خلاء است که برای حذف گازهای باقی مانده در خلاء فوق-بالا و حفظ این خلاء استفاده می‌شود.

## اصول کارکرد
ساخت و اساس کار پمپ تصعید تیتانیوم ساده است. این پمپ شامل یک رشته فیلامنت تیتانیومی است که به صورت دوره ای جریان خیلی بالایی (در حدود ۴۰ آمپر) از آن عبور داده می‌شود. این جریان باعث می‌شود که تیتانیوم به دمای تصعید خود برسد و در نتیجه سطوح داخلی محفظه خلاء با پوشش نازکی از تیتانیوم تمیز پوشیده شود. از آنجایی که تیتانیوم تمیز بسیار واکنش پذیر است، گازهای باقی مانده در محفظه که با سطوح برخورد می‌کنند با تیتانیوم واکنش داده و به شکل یک جامد پایدار درمی آیند و در نتیجه فشار محفظه کاهش می‌یابد. پس از مدتی این لایه دیگر تمیز محسوب نمی‌شود و در نتیجه کارایی پمپ کاهش می‌یابد. به همین دلیل پس از گذشت مدت زمانی خاص دوباره باید جریانی از فیلامنت عبور داده شود تا لایه جدیدی از تیتانیوم تمیز بر روی سطح نشست داده شود. زمان ایجاد تصعید معمولاً توسط فشار خروجی و کارایی مد نظر بدست می‌آید.